# المجذمية
المجذمية، هي قرية من فئة (ب) تقع في محافظة الرين، والتابعة لمنطقة الرياض في السعودية. وتبعد المجذمية عن محافظة الرين بمسافة تقارب (50) كم.